# Halimah Yacob
Halimah Yacob (Singapore, 23 augustus 1954) is een Singaporees politica. Van 2017 tot 2023 was zij de president van Singapore.

## Biografie
Halimah Yacob is de dochter van een vader met Indiase roots en een moeder van Maleise afkomst. Ze volgde onderwijs aan de Singapore Chinese Girls' School en de Tanjong Katong Girls' School alvorens aan de Nationale Universiteit van Singapore een LL.B. te behalen. Daarna was ze vanaf 1981 als advocaat actief in Singapore.
Op politiek vlak sloot Yacob zich aan bij de People's Action Party (PAP). Bij de verkiezingen van 2001 werd ze voor het eerst verkozen als volksvertegenwoordiger in het Singaporese parlement. Van januari 2013 tot augustus 2017 was ze voorzitter van het parlement.
In 2017 stelde Yacob zich verkiesbaar voor het presidentschap van Singapore. Ze trad daarom terug als parlementsvoorzitter en als lid van de PAP. Aan de presidentsverkiezing konden ditmaal uitsluitend onafhankelijke kandidaten deelnemen die tot de Maleisische minderheid behoorden. Naast Yacob waren er nog twee kandidaten, maar deze bleken niet aan de wettelijke voorwaarden te voldoen, waarna Yacob zonder werkelijke verkiezing tot president werd uitgeroepen. Ze trad aan op 14 september 2017 en werd daarmee de eerste vrouwelijke president van Singapore.
Yacob diende als president één ambtstermijn van zes jaar. In die periode bracht ze onder meer een staatsbezoek aan Nederland (november 2018). In 2020 gebruikte ze haar presidentiële bevoegdheden om noodfinanciering goed te keuren in strijd tegen de coronacrisis in Singapore. Ze stelde zich bij de verkiezingen van 2023 niet herkiesbaar en werd op 14 september van dat jaar opgevolgd door Tharman Shanmugaratnam.
Halimah Yacob is gehuwd en moeder van vijf kinderen.
Yusof Ishak · Benjamin Sheares · Devan Nair · Wee Kim Wee · Ong Teng Cheong · Sellapan Ramanathan · Tony Tan Keng Yam · Halimah Yacob · Tharman Shanmugaratnam